# Christopher Pike
Christopher Pike és un personatge fictici de la franquícia de ciència-ficció Star Trek. És el predecessor immediat de James T. Kirk com a capità de la nau estel·lar USS Enterprise.
Pike va aparèixer per primera vegada com a personatge principal de l'episodi pilot original no emès de Star Trek: La sèrie original, "La gàbia", interpretat per Jeffrey Hunter. Quan aquest pilot va ser rebutjat, Hunter es va retirar de la sèrie i el personatge de Pike va ser substituït per Kirk. La sèrie va establir més tard Pike com el predecessor de Kirk a la història en dues parts "El zoo", que utilitzava àmpliament imatges d'arxiu de "La gàbia"; la història marc incloïa un capità Pike més gran, amb cicatrius i discapacitat, interpretat per Sean Kenney.
Les pel·lícules Star Trek (2009) i Star Trek Into Darkness (2013), que tenen lloc en una línia de temps alternativa, presenten Bruce Greenwood com una versió de Pike que actua com a mentor del jove Kirk. Christopher Pike és un personatge principal de la segona temporada de Star Trek: Discovery (emesa el 2019), interpretat per Anson Mount; Ambientada diversos anys després de "La gàbia", la sèrie presenta el capità Pike assumint el comandament temporal de l'USS Discovery. La sèrie Star Trek: Strange New Worlds (2022–present), una sèrie derivada de Discovery, se centra en l'època de Pike com a capità de l'USS Enterprise, amb Mount reprenent el paper.

## Biografia
Segons els diàlegs de "The Cage", és de la ciutat de Mojave (Califòrnia) i una vegada va tenir un cavall anomenat Tango.
Pike és el segon capità de l'USS Enterprise NCC-1701 i el primer a aparèixer al cànon de Star Trek. Star Trek: La sèrie animada revela que el capità Robert April va ser anterior a Pike, i els llibres de ficció i referència impresos de Star Trek també identifiquen April com el predecessor de Pike. Pike va prendre el comandament de l'USS Enterprise l'any 2250, als 38 anys, rellevant del comandament a Robert April, que havia comandat l'Enterprise durant cinc anys.

## Aparicions

### Televisió

#### Star Trek: La sèrie original
"La gàbia"

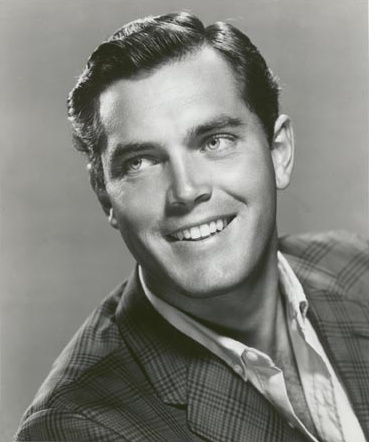
Jeffrey Hunter interpreta Christopher Pike a "La gàbia".

Al principi de "La gàbia", ambientada l'any 2254, Pike i la seva tripulació es recuperen d'una missió a Rigel VII durant la qual diversos membres del grup de desembarcament van ser assassinats pels habitants. L'incident va omplir Pike de tanta culpa que està considerant renunciar a la seva comissió.
Mentrestant, l' "Enterprise" es dirigeix a la Colònia Vega per deixar membres de la tripulació ferits quan rep una trucada de socors de la nau d'estudi SS "Columbia", perdut divuit anys abans. Pike inicialment es nega a investigar, al·legant que els membres de la tripulació ferits tenen prioritat. Tanmateix, quan rep un missatge de seguiment abreujat, ordena que la nau es desviï a Talos IV per rescatar els supervivents.
Pike aviat s'assabenta que tots els supervivents menys un són il·lusions creades pels talosians per tal d'atreure la tripulació de l' "Enterprise" a Talos IV. Els talosians fan tot el possible per proporcionar fantasies que esperen que agradin a Pike, utilitzant la Vina, l'única supervivent real del "Columbia", com a objecte de desig. Després que Pike s'escapi de la seva cel·la amb l'ajuda del seu primer oficial, Número u, i el contramestre J. M. Colt, els talosians revelen a Pike l'aspecte real de Vina com una dona gran desfigurada. Els talosians li van salvar la vida després que el Columbia s'estavellés, però no tenien cap guia sobre com reparar un cos humà. Pike demana als talosians que li restaurin la il·lusió de bellesa i l' Enterprise abandona Talos IV.
"El zoo"
En algun moment abans de l'episodi en dues parts "El zoo", ambientat l'any 2267, Pike és ascendit a capità de flota. Resulta greument ferit mentre rescata diversos cadets d'una ruptura d'una placa deflectora a bord d'una nau d'entrenament de classe J. La radiació de raigs delta el deixa paralitzat, incapaç de parlar, amb moltes cicatrius i utilitzant una cadira de rodes operada per ones cerebrals per moure's. El seu únic mitjà de comunicació és a través d'una llum a la cadira: un flaix que significa "sí" i dos flaixos que indiquen "no".
A "El zoo", l' "Enterprise", ara sota el comandament del capità James T. Kirk, viatja a la Base Estel·lar 11. Spock, que havia servit amb Pike durant "onze anys, quatre mesos i cinc dies", fa arranjaments clandestins per portar Pike de tornada a Talos IV, tot i que viatjar a Talos IV és l'únic delicte criminal que encara es castiga amb la pena de mort a la Flota Estel·lar. Spock se sotmet a un consell de guerra, i les seves proves presentades durant el judici són imatges de "La gàbia". Al final de l'episodi en dues parts, es revela que tot el procediment va ser una il·lusió generada pels talosians per assegurar-se que l' "Enterprise" arribés a Talos. Els talosians conviden el capità Pike a passar la resta de la seva vida entre ells, "lliure del seu cos natural", que era tot el propòsit de les accions de Spock. Pike accepta l'oferta i Spock, ara absolt de tots els càrrecs, l'acomiada. Els talosians mostren al capità Kirk una imatge de Pike en perfecta salut i reunit amb Vina (una altra escena de "La Gàbia").

#### Star Trek: Discovery

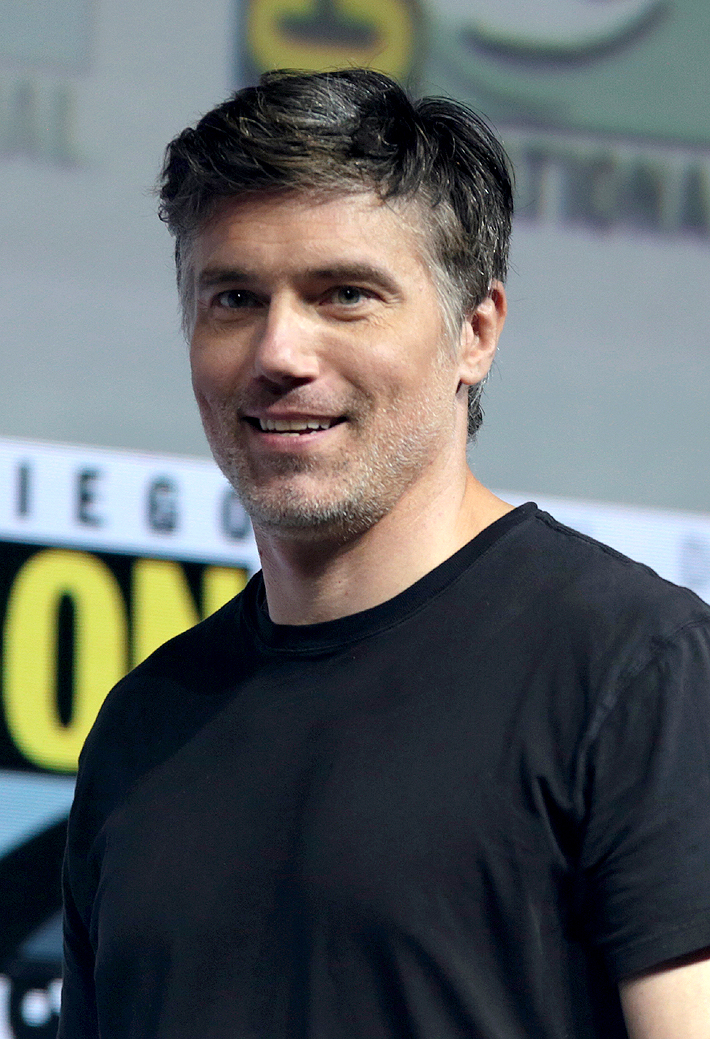
Anson Mount al panell de “Discovery” de la San Diego Comic-Con de 2018

Abans d'aparèixer a Star Trek: Discovery com a personatge principal, Pike és referenciat dues vegades a la primera temporada de la sèrie. L'episodi "Choose Your Pain" mostra Pike a la base de dades de la Flota Estel·lar com un dels capitans més condecorats de la Flota Estel·lar a partir del 2256. (També s'inclouen a la llista Jonathan Archer, Matt Decker, Philippa Georgiou i Robert April.) El final de temporada "Will You Take My Hand?" mostra l' Enterprise en pantalla, amb Pike enviant una trucada de socors a la Discovery. L'elecció de Anson Mount com a capità Pike per a la segona temporada es va anunciar el 9 d'abril de 2018.
El capità Christopher Pike va ser presentat a Star Trek: Discovery a l'estrena de la segona temporada, "Brother", que es va emetre per primera vegada als Estats Units el 17 de gener de 2019. Ambientada als anys 2257–2258, l'arc argumental de la temporada implica que Pike assumeix el comandament temporal de l'USS Discovery mentre l' Enterprise està desactivada, per tal d'investigar els misteriosos "senyals vermells", anomalies temporals que apareixen per tot l'espai i que tenen alguna connexió amb l'aparent avaria i desaparició de Spock. El planeta Talos IV reapareix a l'episodi "If Memory Serves", on també Pike i Vina tornen a fer contacte mental. A l'episodi "Through the Valley of Shadows", Pike rep una premonició del seu propi futur, inclosa la seva lesió i desfiguració. Es veu obligat a triar entre prendre un cristall del temps de Boreth que resoldria la crisi del senyal vermell a costa de la seva discapacitat en el futur o arriscar el destí de la galàxia. Tria romandre lleial als ideals de la Flota Estel·lar i acceptar les seves futures lesions. Pike abandona la sèrie al final de temporada "Such Sweet Sorrow, Part 2", emès per primera vegada el 18 d'abril de 2019, que el mostra renunciant al comandament de l'USS "Discovery" a Saru, que resol la crisi enviant la nau 930 anys al futur. Pike es retroba amb Spock i decideix reprendre el comandament de l'"Enterprise", tot coneixent el seu futur però gaudint del present.

#### Star Trek: Short Treks
Anson Mount va repetir el seu paper de Pike als tres primers episodis de la segona temporada de la sèrie d'antologia Star Trek: Short Treks. originally airing October 5 to November 14, 2019.

#### Star Trek: Strange New Worlds
Després que Anson Mount marxés Després del final de la segona temporada de Discovery, els fans de la sèrie van començar a demanar-li que reprenés el seu paper de Christopher Pike en una història derivada ambientada a l'USS Enterprise, al costat de Rebecca Romijn com a Número u i Ethan Peck com a Spock. Alex Kurtzman va confirmar que el desenvolupament d'una sèrie d'aquest tipus havia començat el gener de 2020. La producció de la sèrie va començar el febrer de 2021 i es va estrenar el maig de 2022.
A la primera temporada, Pike passa per una crisi de fe pel que fa a les seves futures lesions. Passa gran part de la temporada debatent i lluitant amb l'incident imminent. Quan es troba amb un nen que es convertirà en un dels cadets que no podrà salvar, Pike intenta alterar la línia temporal per salvar tothom i a ell mateix. Tanmateix, el seu futur jo, l'almirall Pike, apareix amb un cristall del temps per revelar que evitar el seu destí condueix a una línia temporal alternativa on els esdeveniments de "L'equilibri del terror" van tenir lloc amb Pike, i no Kirk, al capdavant de l' "Enterprise". L'enfocament pacifista de Pike a la incursió romulana fomenta una invasió romulana a gran escala, cosa que fa que Spock pateixi ferides greus i submergeixi la Federació en una guerra de dècades. Finalment, Pike s'adona que no pot fer res per canviar el seu destí.

### Pel·lícules de reinvenció (línia temporal Kelvin)

#### Star Trek
El capità Pike apareix a la reinvenció Star Trek (2009), aquesta vegada interpretat per Bruce Greenwood. A la pel·lícula, Pike anima un jove James T. Kirk (Chris Pine) sense rumb a seguir els passos del seu pare heroic i allistar-se a la Flota Estel·lar. Pike és el primer capità de l'USS Enterprise, amb el cadet Kirk, aleshores desseleccionat, a bord com a polissó. A la culminació de la batalla de Vulcà, Pike segueix un ultimàtum de Nero (Eric Bana) per abordar la nau enemiga. Pike deixa Spock al comandament de l'«Enterprise» amb les paraules: «I jo no sóc el capità. Tu ho ets». (Kirk més tard assumeix el paper de Spock com a capità interí.) Pike és torturat per obtenir informació sobre les defenses de la Terra, però més tard és rescatat per Kirk, a qui Pike també aconsegueix salvar-se d'un atac malgrat les seves ferides. Al final de la pel·lícula, Pike és ascendit al rang d'almirall i utilitza una cadira de rodes. A diferència del seu homòleg a "El zoo", però, Pike encara conserva la capacitat de parlar i utilitzar la part superior del cos. Amb orgull cedeix el comandament de l' "Enterprise" a Kirk mentre es recupera de les seves ferides, afirmant que el pare de Kirk estaria orgullós de les seves accions.

#### Star Trek Into Darkness
Greenwood va repetir el seu paper de Pike a la següent pel·lícula, Star Trek Into Darkness. A la pel·lícula, Pike s'ha recuperat parcialment del trauma que li va infligir Nero, utilitzant un bastó en lloc d'una cadira de rodes. Després que Kirk violi la Primera Directiva de rescatar Spock (Zachary Quinto), Pike reprèn breument el comandament de l' "Enterprise" i adverteix a Kirk que l'Almirallat amenaça de tornar-lo a l'acadèmia. Pike s'enfronta a Kirk sobre el seu comportament imprudent i com les seves pròpies accions poden fer que els que estan més a prop seu morin. Malgrat la seva ira amb Kirk, però, Pike el manté com a primer oficial, estalviant-li haver de tornar a l'acadèmia. Més tard explica a Kirk que encara creu en ell i que també veu una "grandesa" darrere de la seva imprudència. Durant una reunió amb els comandants de la Flota Estel·lar, incloent-hi el veterà almirall Marcus i el capità Kirk, Pike mor en un atac terrorista a la Flota Estel·lar per part de John Harrison. La mort de Pike incita el desig de venjança en Kirk, que busca caçar Harrison, gairebé portant la Federació a una guerra a gran escala amb els klíngons. Al final de la pel·lícula, se celebra un servei commemoratiu per Pike i totes les altres persones que van morir com a resultat de les accions de l'almirall Marcus i Harrison.